# Ismaël Bennacer
Ismaël Bennacer (1. prosinec 1997 Arles, Francie) je francouzský naturalizovaný Alžířan marockého původu. Od roku 2025 hraje za francouzský Olympique Marseille, kde je na hostování z Milána. Také hraje za reprezentaci Alžírska.

## Přestupy
- z Arles-Avignon do Arsenal za 300 000 Euro
- z Arsenal do Empoli za 1 000 000 Euro
- z Empoli do Milán za 17 200 000 Euro
- z Milán do Olympique Marseille za 1 000 000 Euro (hostování)

## Kariéra

### Klubová
Narodil se Marockému otci a alžírské matce. Fotbal začal hrát v mládežnických týmech Arles-Avignon, týmu ze svého rodného města. V sezoně 2014/15 odehrál 6 utkání ve druhé lize. Poté, ve věku 17 let jej koupil Anglie|anglický klub Arsenal, kde odehrál za dva roky působení jedno utkání v poháru. V lednu 2017 byl odeslán na hostování do druholigového francouzského klubu Tours, kde odehrál 16 utkání.
Po návratu z hostování jej Arsenal prodal do italského klubu Empoli. Hned v první sezoně pomohl k vítězství ve druhé lize a postupu do nejvyšší ligy. V následující sezoně ale nepomohl klubu k setrvání v soutěži a sestoupil. Za dvě sezony odehrál 76 utkání a vstřelil 2 branky.
Dne 4. srpna 2019 přestoupil ve věku 21 let  do Milána. Po obtížném začátku se jeho výkony zlepšují od příchodu trenéra Pioliho. První branku vstřelil 18. července 2020 proti Boloni (5:1). V sezoně 2020/21 odehrál první zápasy v EL. V následující sezoně odehrál své první zápasy v LM. I když byl v pozici záložníka až na třetím místě, nastoupil do 31 utkání a vstřelil 2 branky a mohl tak na konci slavit vítězství v lize. Po odchodu Kessieho se stal stálým členem základní sestavy. Dne 5. října 2022 proti Chelsea byl kapitánem. První branku v LM vstřelil 12. dubna ve čtvrtfinále proti Neapoli (1:0). V semifinále se zranil a na marodce byl 6 měsíců.
Na hřiště se vrátil v prosinci 2024. Dne 3. února 2024 byl odeslán na hostování s opcí do francouzského klubu Olympique Marseille.

### Reprezentační
V mládežnických letech reprezentoval Francii, ale v roce 2016 díky matce se rozhodl reprezentovat Alžírsko. První utkání odehrál 4. září 2016 proti Lesothu (6:0). Byl na třech mistrovství Afriky (2017, 2019, 2021). V roce 2019 bral zlato a byl vyhlášen nejlepším hráčem turnaje.

## Statistiky
| Sezóna           | Klub             | Liga             | Liga   | Liga | Domácí poháry | Domácí poháry | Domácí poháry | Kontinentální poháry | Kontinentální poháry | Kontinentální poháry | Celkem | Celkem |
| Sezóna           | Klub             | Soutěž           | Zápasy | Góly | Soutěž        | Zápasy        | Góly          | Soutěž               | Zápasy               | Góly                 | Zápasy | Góly   |
| ---------------- | ---------------- | ---------------- | ------ | ---- | ------------- | ------------- | ------------- | -------------------- | -------------------- | -------------------- | ------ | ------ |
| 2014/15          | Arles-Avignon    | Ligue 2          | 6      | 0    | FP+FLP        | 0+0           | 0+0           | -                    | 0                    | 0                    | 6      | 0      |
| 2015/16          | Arsenal          | Premier League   | 0      | 0    | FA Cup+ALP+AS | 0+1+0         | 0+0+0         | LM                   | 0                    | 0                    | 1      | 0      |
| 2016/17          | Arsenal          | Premier League   | 0      | 0    | FA Cup+ALP    | 0+0           | 0+0           | LM                   | 0                    | 0                    | 0      | 0      |
| 2017             | Tours            | Ligue 2          | 16     | 1    | FP+FLP        | 0+0           | 0+0           | -                    | 0                    | 0                    | 16     | 1      |
| 2017/18          | Empoli           | Serie B          | 39     | 2    | IP            | 0             | 0             | -                    | 0                    | 0                    | 39     | 2      |
| 2018/19          | Empoli           | Serie A          | 37     | 0    | IP            | 1             | 0             | -                    | 0                    | 0                    | 38     | 0      |
| Celkem za Empoli | Celkem za Empoli | Celkem za Empoli | 76     | 2    | -             | 1             | 0             | -                    | 0                    | 0                    | 77     | 2      |
| 2019/20          | Milán            | Serie A          | 31     | 1    | IP            | 4             | 0             | -                    | 0                    | 0                    | 35     | 1      |
| 2020/21          | Milán            | Serie A          | 21     | 0    | IP            | 0             | 0             | EL                   | 9                    | 0                    | 30     | 0      |
| 2021/22          | Milán            | Serie A          | 31     | 2    | IP            | 3             | 0             | LM                   | 6                    | 0                    | 40     | 2      |
| 2022/23          | Milán            | Serie A          | 28     | 2    | IP+IS         | 1+1           | 0+0           | LM                   | 10                   | 1                    | 40     | 3      |
| 2023/24          | Milán            | Serie A          | 20     | 2    | IP            | 0             | 0             | LM+EL                | 0+5                  | 0+0                  | 25     | 2      |
| 2024/25          | Milán            | Serie A          | 6      | 0    | IP+IS         | 0+1           | 0             | LM                   | 1                    | 0                    | 8      | 0      |
| Celkem za Milán  | Celkem za Milán  | Celkem za Milán  | 137    | 7    | -             | 10            | 0             | -                    | 31                   | 1                    | 178    | 8      |
| 2025             | Marseille        | Ligue 1          | 12     | 0    | FP            | 0             | 0             | -                    | 0                    | 0                    | 12     | 0      |
| Celkově          | Celkově          | Celkově          | 267    | 10   | -             | 13            | 1             | -                    | 31                   | 1                    | 311    | 12     |

## Úspěchy

### Klubové
- vítěz 1. italské ligy (1x)

Milán: 2021/22
- vítěz 2. italské ligy (1x)

Empoli: 2017/18
- vítěz italského superpoháru (1x)

Milán: 2024

### Reprezentační
- 4× na APF (2017, 2019 – zlato, 2021, 2023)

### Individuální
- Nejlepší hráč na APF (2019)